# 1596-os busz
Az 1596-os jelzésű autóbusz egy országos autóbuszjárat volt, amely Pécset kötötte össze Sopronnal.
Útvonalhossza 334 km, menetideje Sopron felé 6 óra 30 perc (390 perc), Pécs felé 6 óra 35 perc (395 perc) volt.
Naponta egy járatpár szállította az utasokat. 
A hetek utolsó iskolai előadási napján Kaposvár és Szombathely között közlekedett plusz egy járat. Útvonalhossza 185,5 km, menetideje Zalaegerszeg felé 3 óra 30 perc (210 perc), Kaposvár felé 3 óra 37 perc (217 perc) volt.
A 2020. augusztus 1-jei menetrend módosításokkal a Volánbusz megszüntette az autóbuszvonalat. A Pécs és Sopron között közlekedő járatok átkerült az 1668-as busz menetrendi mezőjébe és Szombathelyig rövidült, a tanítási időszakban Kaposvár és Szombathely között közlekedő járatok 2020. június 15-én közlekedtek utoljára

## Megállóhelyei
| 0  |   | Pécs, autóbusz-állomás végállomás                  | 16 |   | 3, 3E, 4, 4Y, 6, 7, 7Y, 8, 13, 13E, 13Y, 15, 15A, 20, 21, 21A, 22, 23, 23Y, 24, 30, 31, 32, 32Y, 33, 34F, 34Y, 35Y, 41, 41Y, 42, 42Y, 43, 44, 46, 60, 60A, 73, 73Y, 103, 104, 104A, 104E, 107E, 109E, 121, 130, 130A, 913, 932, 973 1134, 1486, 1503, 1504, 1508, 1524, 1562, 1564, 1566, 1568, 1569, 1578, 1579, 1641, 1665, 1668, 1673, 1707, 1740, 1742, 1843 5600, 5601, 5602, 5603, 5605, 5606, 5608, 5610, 5611, 5620, 5623, 5624, 5625, 5626, 5627, 5628, 5630, 5634, 5635, 5636, 5638, 5642, 5643, 5645, 5646, 5647, 5650, 5655, 5656, 5658, 5660, 5661, 5662, 5663, 5666, 5667, 5668, 5670, 5671, 5672, 5673, 5674, 5676, 5677, 5678, 5679, 5680, 5682, 5683, 5685, 5686, 5688, 5689, 5690, 5696, 5698, 5856 |
| 1  |   | Szigetvár, turbéki temető                          | 15 |   | 2, 2A 1665, 1668, 1742 5690, 5875, 5942 |
| 2  | 0 | Kaposvár, autóbusz-állomás (Városliget) végállomás | 14 | 6 | 1, 3, 4, 5, 6, 7, 8, 8B, 8E, 8Y, 9, 10, 11, 11Y, 12, 13, 14, 15, 18, 31, 81, 91, Ingajárat 1174, 1175, 1176, 1503, 1579, 1592, 1593, 1641, 1652, 1665, 1673, 1668, 1725, 1742 5606, 5690, 5900, 5905, 5906, 5910, 5912, 5914, 5916, 5917, 5918, 5920, 5922, 5923, 5924, 5925, 5928, 5930, 5931, 5935, 5940, 5942, 5946, 5960, 5962, 5964, 5966, 5969, 5970, 5972, 5974, 5976, 5980, 5982, 5984, 5985, 5986, 5987, 5988, 5989, 5991, 6011, 6041 |
| 3  | 1 | Nagybajom, temető                                  | 13 | 5 | 1668 5970, 5972, 5974, 5976, 6180 |
| 4  | 2 | Böhönye, központi autóbusz-váróterem               | 12 | 4 | 1177, 1503, 1562, 1641, 1668 5972, 5974, 5976, 5977, 6081, 6100, 6101, 6180, 6185, 6197, 6429 |
| 5  | 3 | Nagykanizsa, autóbusz-állomás                      | 11 | 3 | 2, 4A, 4Y, 6C, 6E, 8, 8Y, 10, 10Y, 16, 16A, 18, 20, 20Y, 21, 21E, 21Y, C3, C5, C7 1183, 1184, 1503, 1562, 1630, 1641, 1642, 1666, 1667, 1668, 1726, 1735, 1736, 1793 5686, 5687, 5688, 5972, 6122, 6138, 6139, 6226, 6245, 6246, 6247, 6400, 6401, 6403, 6405, 6415, 6417, 6418, 6420, 6421, 6425, 6428, 6429, 6435, 6440, 6445, 6446, 6448, 6454, 6456, 6458, 6462, 6465, 6470, 6472 |
| 6  | ∫ | Zalaszentbalázs, községháza                        | 10 | ∫ | 1503, 1562, 1641, 1642, 1667, 1668, 1726 6246, 6462, 6465, 6470, 6472 |
| 7  | ∫ | Hahót, söjtöri elágazás                            | 9  | ∫ | 1503, 1562, 1641, 1642, 1667, 1668, 1726 6246 |
| 8  | 4 | Zalaegerszeg, autóbusz-állomás                     | 8  | 2 | 1A, 2, 2A, 2Y, 5, 5C, 5Y, 9E, 10E, 24, 26, 30, 30C, 41, C5 1185, 1188, 1190, 1191, 1499, 1503, 1562, 1621, 1622, 1623, 1625, 1627, 1629, 1639, 1641, 1642, 1667, 1668, 1670, 1713, 1726, 1737, 1738, 1786, 1808 6162, 6200, 6201, 6205, 6210, 6211, 6213, 6214, 6215, 6216, 6217, 6219, 6220, 6221, 6222, 6226, 6230, 6231, 6235, 6237, 6238, 6239, 6240, 6241, 6242, 6243, 6245, 6246, 6247, 6248, 6250, 6255, 6258, 6262, 6268, 6270, 6275, 6277, 6278, 6287, 6292, 6296, 6898 |
| 9  | 5 | Körmend, autóbusz-állomás                          | 7  | 1 | 1, 1A, 1B, 2, 2A 1622, 1642, 1643, 1668, 1669 6660, 6782, 6876, 6885, 6686, 6887, 6892, 6896, 6898, 6900, 6902, 6904, 6905, 6912, 6921, 6931, 6933, 6940 |
| 10 | 6 | Szombathely, autóbusz-állomás végállomás           | 6  | 0 | 1U, 3A, 4H, 5, 5H, 7H, 8, 9, 9H, 10H, 23, 27, 30Y, 35 1243, 1636, 1642, 1643, 1660, 1662, 1663, 1664, 1666, 1667, 1668, 1669, 1671, 1673, 1715, 1726, 1727, 1848 6600, 6602, 6603, 6604, 6605, 6610, 6611, 6616, 6617, 6620, 6623, 6628, 6630, 6632, 6635, 6640, 6645, 6648, 6650, 6653, 6654, 6655, 6660, 6663, 6680, 6686, 6690 |
| 11 |   | Kőszeg, autóbusz-állomás                           | 5  |   | 1642, 1643, 1660, 1726 6603, 6604, 6605, 6700, 6702, 6703, 6706, 6708, 6710, 6728, 6745, 6749 |
| 12 |   | Sopronhorpács, egyházasfalusi elágazás             | 4  |   | 1642, 1660, 1662, 1726 7216, 7230, 7231, 7235 |
| 13 |   | Lövő, Roto Elzett gyár                             | 3  |   | 1660, 1725, 1726 7227, 7228, 7229, 7230, 7231, 7235 |
| 14 |   | Nagycenk (84-es főút), kisvendéglő                 | 2  |   | 1642, 1660, 1662, 1724, 1725, 1726 7218, 7225, 7227, 7228, 7230, 7231, 7235 |
| 15 |   | Kópháza, autóbusz-váróterem                        | 1  |   | 1642, 1660, 1662, 1719, 1720, 1722, 1723, 1724, 1725, 1726, 1739 7071, 7072, 7073, 7208, 7209, 7210, 7211, 7218, 7219, 7220, 7224, 7225, 7227, 7228, 7230, 7231, 7235 |
| 16 |   | Sopron, autóbusz-állomás végállomás                | 0  |   | 1, 2, 3, 3Y, 4, 5, 5A, 5T, 5Y, 6, 7, 7A, 8, 10, 10Y, 12, 12A, 13, 14, 14B, 16, 17, 20, 21, 27, 32, 33 1642, 1660, 1662, 1719, 1722, 1723, 1724, 1725, 1726, 1739 7071, 7072, 7073, 7205, 7207, 7208, 7209, 7210, 7211, 7212, 7218, 7219, 7220, 7224, 7225, 7227, 7229, 7230, 7231, 7235, 7242, 7246 |